# Alticorpus profundicola
Espèce
Alticorpus profundicola est un poisson d'eau douce de la famille des Cichlidae.

## Distribution
Cette espèce est endémique du  lac Malawi. Elle se rencontre entre 55 et 125 m de profondeur, voire jusqu'à 159 m comme cela a été le cas pour l'holotype.

## Description
Alticorpus profundicola mesure jusqu'à 12,4 cm.